# Frontalizzazione
La frontalizzazione determina il passaggio dei centri nervosi dalle sedi posteriori dell'encefalo ai lobi frontali.

È una parte del processo neurologico della  cefalizzazione dei centri nervosi: questi hanno infatti sede nella corda spinale, nelle specie animali filogeneticamente più antiche, mentre si spostano in sede cefalica nelle specie filogeneticamente più moderne.
La deambulazione è un esempio di frontalizzazione di un riflesso spinale: nella scimmia decerebrata è infatti possibile indurre il riflesso di deambulazione, mentre nell'uomo decerebrato, avendo sede frontalmente, non è possibile.